# Giovanni Mossi
Giovanni Mossi (c. 1680 ? à Rome - 1742 à Rome) est un compositeur et violoniste baroque italien.

## Biographie
De nombreux détails de sa vie semblent perdus. Il provient d'un famille de musiciens : son père, Bartolomeo et son frère Giuseppe sont tous deux altistes et Gaetano Mossi, est un ténor employé à la chapelle papale.
Mossi est actif à Rome dès 1694 et autour de 1700 sur le violon et ensuite publie plusieurs recueils de concertos et de sonates pour l'instrument dans la période 1716–1733. Sur le plan stylistique, il est regroupé à l'« école Romaine » de cette période, notamment avec Giuseppe Valentini. À partir de ce qui peut être observé dans les œuvres qui nous sont parvenues, il semble avoir été un compositeur habile et innovateur.
Après 1733 et jusqu'à sa mort, son activité semble se réduire et il apparaît comme virtuoso employé à la cour de Baldassarre Odescalchi à Rome.

## Œuvres (sélection)
- Opus 1 : 12 sonate per violino, violone o clavicembalo (1716)
- Opus 2 : 8 concertos a 3 et a 5 (c. 1720)
- Opus 3 : 6 concertos a 6 (c. 1720)
- Opus 4 : 12 concertos (1727)
- Opus 5 : 12 sonates o sinfonie per violino e violoncello (1727)
- Opus 6 : 12 sonate da camera pour violon, violoncelle o clavicembalo (1733)
- Minuetto en la majeur